# Lensia ajax
Lensia ajax är en nässeldjursart som beskrevs av Totton 1941. Lensia ajax ingår i släktet Lensia och familjen Diphyidae. Inga underarter finns listade i Catalogue of Life.